# Terra Santa Agro
Terra Santa Agro S.A. er en brasiliansk jordbrugsvirksomhed, der fokuserer på produktion af soja, majs og bomuld. De har 7 landbrug i delstaten Mato Grosso, og de driver i alt 156.600 hektar land.
Brasil Ecodiesel blev etableret i Rio de Janeiro i 2003. I 2011 fusionerede de med Maeda Agroindustrial og Vanguarda Participações. I 2016 skiftede de navn til Vanguarda Agro og flyttede hovedkvarteret til Nova Mutum, Mato Grosso.